# Russie au Concours Eurovision de la chanson 2016
La Russie est l'un des quarante-deux pays participants du Concours Eurovision de la chanson 2016, qui se déroule à Stockholm en Suède. Le pays est représenté par le chanteur Sergueï Lazarev et sa chanson You Are the Only One, sélectionnés en interne par le diffuseur russe Rossiya 1. Lors de la finale, le pays termine 3e, recevant 491 points.

## Sélection
Le diffuseur russe Rossiya 1 annonce le 30 septembre 2015 sa participation au Concours Eurovision de la chanson 2016. Il annonce le 10 décembre 2015 que le pays sera représenté par le chanteur Sergueï Lazarev. Sa chanson You Are the Only One est présentée le 5 mars 2016. 

## À l'Eurovision
La Russie participe à la première demi-finale, le 10 mai 2016. Arrivant à la tête de cette demi-finale avec 342 points, le pays se qualifie pour la finale du 14 mai, où il arrive 3e avec 491 points. Le pays remporte, par ailleurs, le télévote lors de la finale, avec 361 points.